# Guadalupe, Escuintla
Guadalupe är en ort i Mexiko.   Den ligger i kommunen Escuintla och delstaten Chiapas, i den sydöstra delen av landet, 800 km sydost om huvudstaden Mexico City. Guadalupe ligger 39 meter över havet och antalet invånare är 249.
Terrängen runt Guadalupe är platt åt sydväst, men åt nordost är den kuperad. Runt Guadalupe är det ganska tätbefolkat, med 60 invånare per kvadratkilometer. Närmaste större samhälle är Escuintla, 6,3 km öster om Guadalupe. Omgivningarna runt Guadalupe är en mosaik av jordbruksmark och naturlig växtlighet.